# James Newman (zanger)
James Richard Newman (Settle, 19 oktober 1985) is een Britse zanger. Hij is de broer van zanger John Newman.

## Biografie
Hij zou het Verenigd Koninkrijk vertegenwoordigen op het Eurovisiesongfestival 2020 in Rotterdam met het lied My last breath. Het festival werd evenwel afgelast. Een jaar later werd hij door de BBC evenwel opnieuw intern geselecteerd voor deelname, ditmaal met het nummer Embers.

## Eurovisiesongfestival
In 2021 nam Newman deel aan het Eurovisiesongfestival in Rotterdam. Hij kreeg in de finale, van zowel de vakjury als van het publiek, geen enkel punt en eindigde op de laatste plaats met 0 punten. Het was de eerste keer sinds de invoering van dit puntensysteem dat een kandidaat van beide kanten zonder punten eindigde.
1957: Patricia Bredin · 
1959: Pearl Carr & Teddy Johnson · 
1960: Bryan Johnson · 
1961: The Allisons · 
1962: Ronnie Carroll · 
1963: Ronnie Carroll · 
1964: Matt Monro · 
1965: Kathy Kirby · 
1966: Kenneth McKellar · 
1967: Sandie Shaw · 
1968: Cliff Richard · 
1969: Lulu · 
1970: Mary Hopkin · 
1971: Clodagh Rodgers · 
1972: The New Seekers · 
1973: Cliff Richard · 
1974: Olivia Newton-John · 
1975: The Shadows · 
1976: Brotherhood of Man · 
1977: Lynsey de Paul & Mike Moran · 
1978: Co-Co · 
1979: Black Lace · 
1980: Prima Donna · 
1981: Bucks Fizz · 
1982: Bardo · 
1983: Sweet Dreams · 
1984: Belle & The Devotions · 
1985: Vikki Watson · 
1986: Ryder · 
1987: Rikki · 
1988: Scott Fitzgerald · 
1989: Live Report · 
1990: Emma · 
1991: Samantha Janus · 
1992: Michael Ball · 
1993: Sonia · 
1994: Frances Ruffelle · 
1995: Love City Groove · 
1996: Gina G · 
1997: Katrina & the Waves · 
1998: Imaani · 
1999: Precious · 
2000: Nicki French · 
2001: Lindsay Dracass · 
2002: Jessica Garlick · 
2003: Jemini · 
2004: James Fox · 
2005: Javine Hylton · 
2006: Daz Sampson · 
2007: Scooch · 
2008: Andy Abraham · 
2009: Jade Ewen · 
2010: Josh Dubovie · 
2011: Blue · 
2012: Engelbert Humperdinck · 
2013: Bonnie Tyler · 
2014: Molly · 
2015: Electro Velvet · 
2016: Joe & Jake · 
2017: Lucie Jones · 
2018: SuRie · 
2019: Michael Rice · 
2021: James Newman ·
2022: Sam Ryder ·
2023: Mae Muller ·
2024: Olly Alexander ·
2025: Remember Monday
- International Standard Name Identifier: 0000 0004 6290 5999
- MusicBrainz: 4403f2ce-6661-4f91-81ec-560b114259c7